# 新疆猫蛛
新疆猫蛛（学名：Oxyopes xinjiangensis）为猫蛛科猫蛛属的动物。在中国大陆，分布于新疆等地。该物种的模式产地在新疆。

## 外貌
其前缘内侧分别有一条黑色的条斑，前面以及后面的齿堤各有一个黑色的小齿。腹部背面呈黄白色，有密集的白色鳞斑和褐色网纹。心脏斑是为棕褐色，它的后面具有一列是由黑色小点点构成的线纹，并向两侧蔓延出斜纹，构成许多类似于八字形的细纹。腹背两侧各有四个黑褐色斜着的条斑。